# Landoorlogreglement
Het Landoorlogreglement, voluit Reglement betreffende de wetten en gebruiken van den oorlog te land, (officiële Franse titel Règlement concernant les lois et coutumes de la guerre sur terre, gebruikelijker is de Engelse vertaling Regulations concerning the Laws and Customs of War on Land) is een in 1899 tijdens de Haagse Vredesconferenties tot stand gekomen, en in 1907 herziene, codificatie en formulering van internationaal humanitair recht. Het reglement wordt internationaal vaak afgekort als HagueReg; in het Nederlands staat het ook bekend als de 'Haagse conventies'.
Het reglement maakte deel uit van de Tweede Conventie van 1899 en de Vierde Conventie van 1907 en had tot doel om de wetten en gebruiken van de oorlog te codificeren, nadat een eerdere poging in Brussel mislukt was (1874).

## Inhoud
Het reglement geeft de rechten en plichten van oorlogvoerende partijen weer. Het reglement bevat regels die nog immer actueel zijn. Zo staan de belangrijkste regels met betrekking tot het bestuur van bezette gebieden in het reglement. Maar ook de regels met betrekking tot de methoden van oorlogsvoering, spionnen, de vlag van onderhandelingen en op wapenstilstanden zijn nog immer relevant. Daarnaast bepaalt het reglement wie de status van combattant toekomt en dus bepaalde privileges in en bescherming van het recht krijgt, bijvoorbeeld als krijgsgevangene. Deze en sommige andere bepalingen worden intussen ook geregeld in het Eerste Aanvullend Protocol bij de Conventies van Genève. 
Over de positie van burgers in bezette landen bevat het reglement onder meer in art. 44, dat deze niet mogen worden gedwongen deel te nemen aan krijgsverrichtingen tegen het eigen land, bijvoorbeeld als gids of spion.

## Status
Zowel het Internationaal Militair Tribunaal als het Internationaal Gerechtshof hebben bepaald dat de bepalingen van het Landoorlogreglement deel uitmaken van het internationaal gewoonterecht.
De gedachte dat ook een oorlogvoerend land zich aan regels zou moeten houden valt terug te voeren op Hugo de Groot met zijn boek De iure belli ac pacis (over het recht van oorlog en vrede) dat in 1625 verscheen.